# وسطانية الأولى (دار خوين)
وسطانية الأولى (بالفارسية: وسطانیه یک) هي منطقة سكنية تقع في إيران في محافظة خوزستان. يقدر عدد سكانها بـ 417 نسمة بحسب إحصاء 2016.